# Sulmer Bergebene

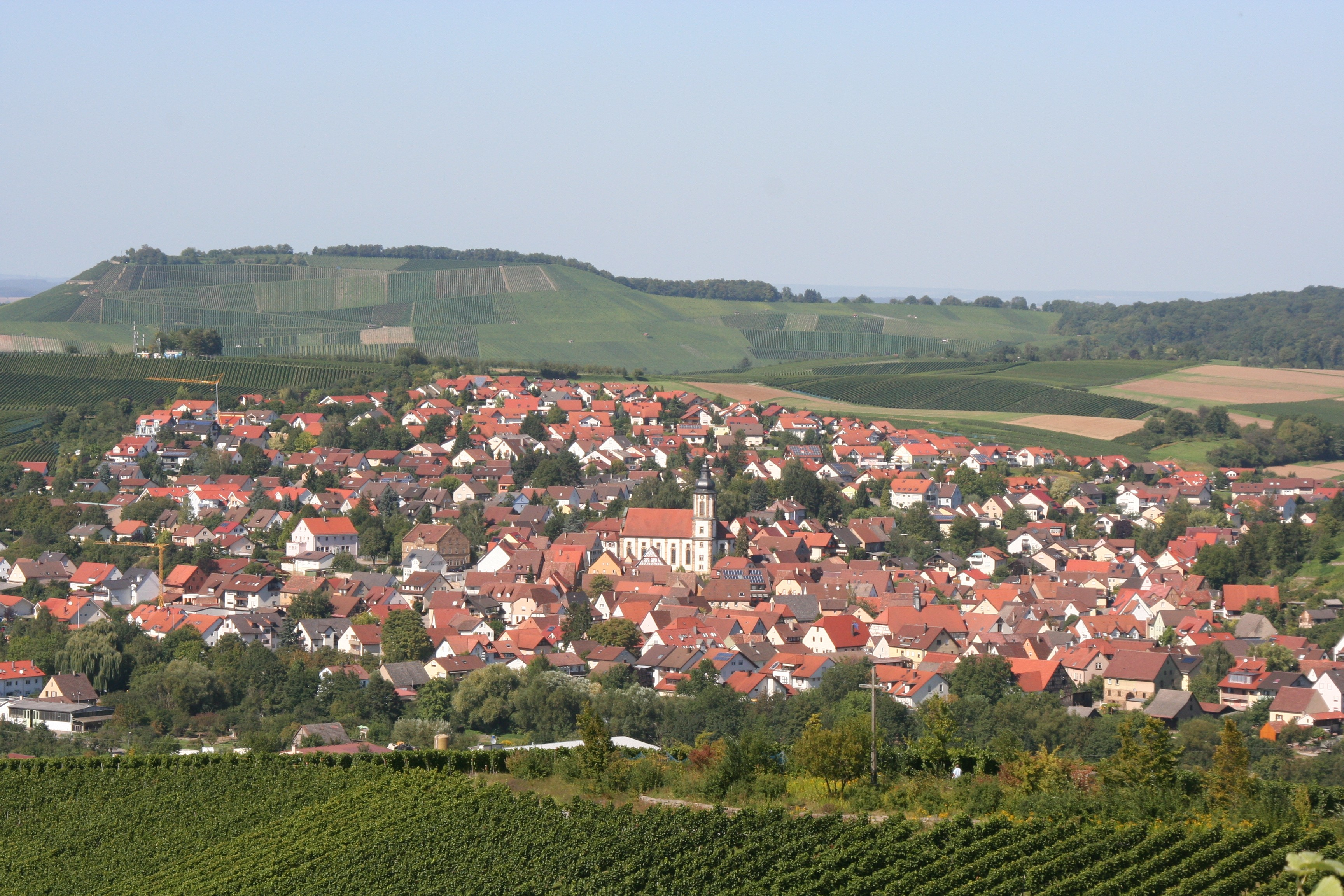
Blick vom Schemelsberg in Weinsberg über Erlenbach hinweg zum Scheuerberg

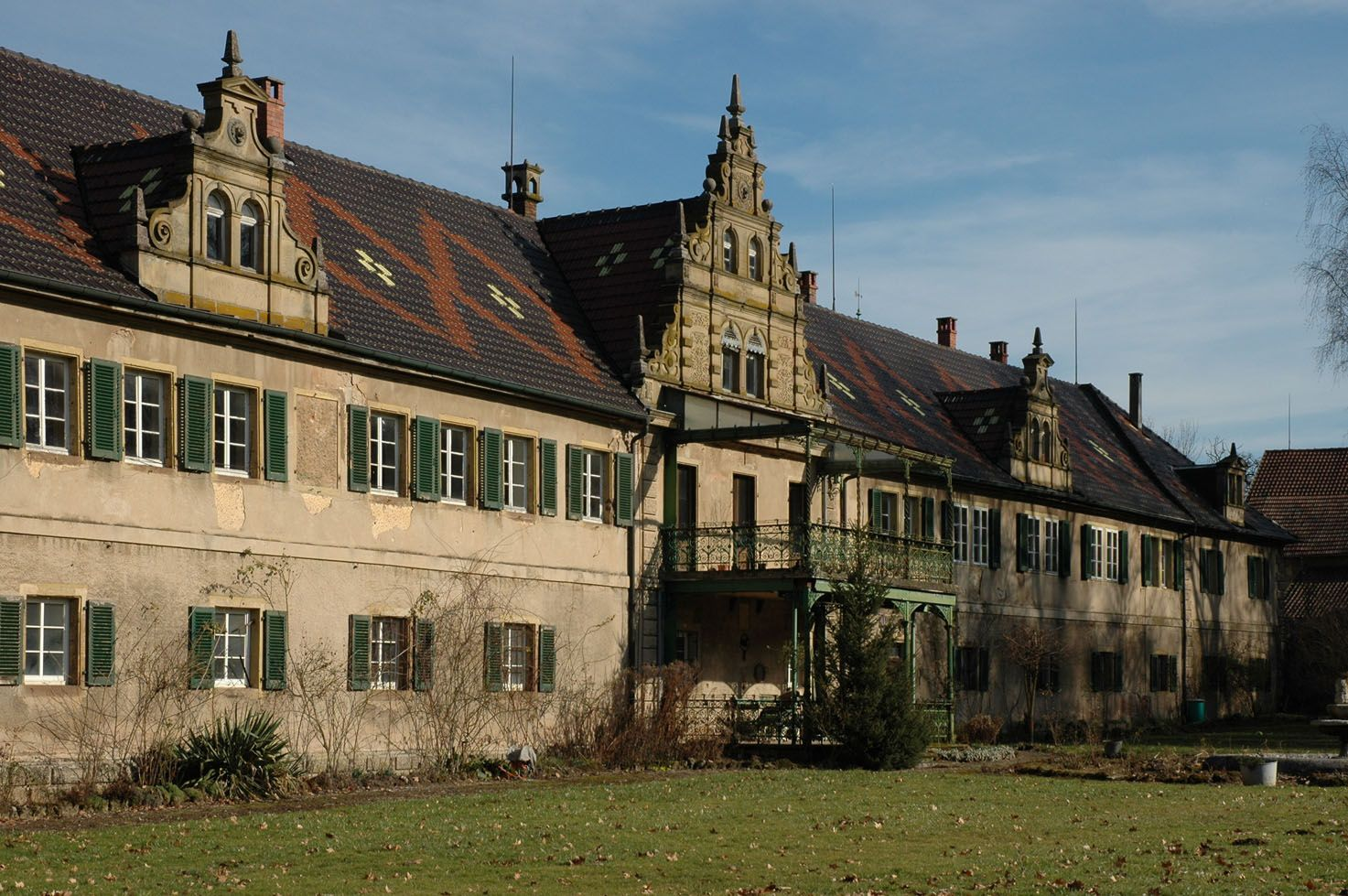
Schloss Lautenbach auf dem Gelände des Oedheimer Hofguts Lautenbach

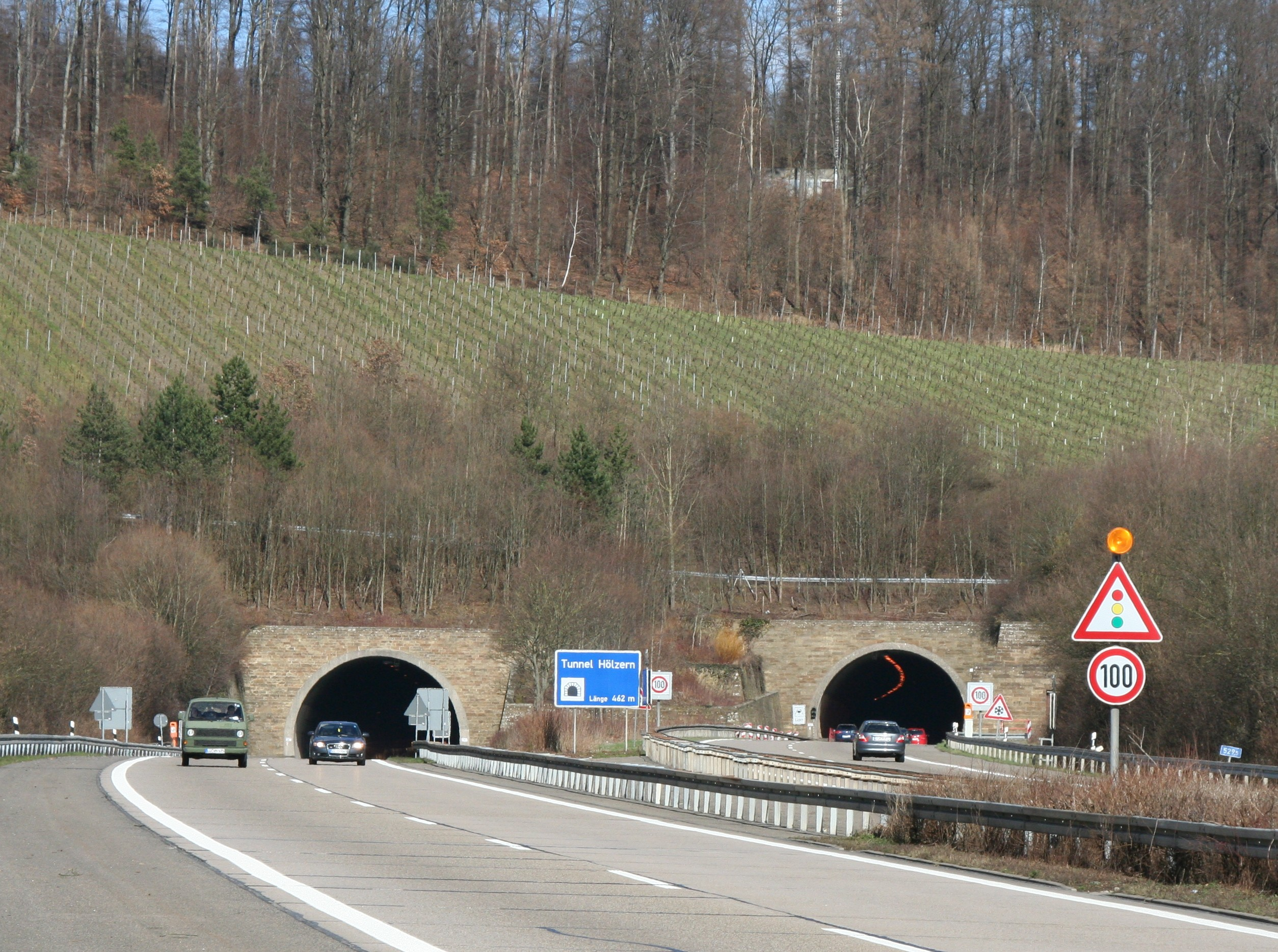
Tunnel Hölzern (Südportal) an der A 81 bei Eberstadt-Hölzern

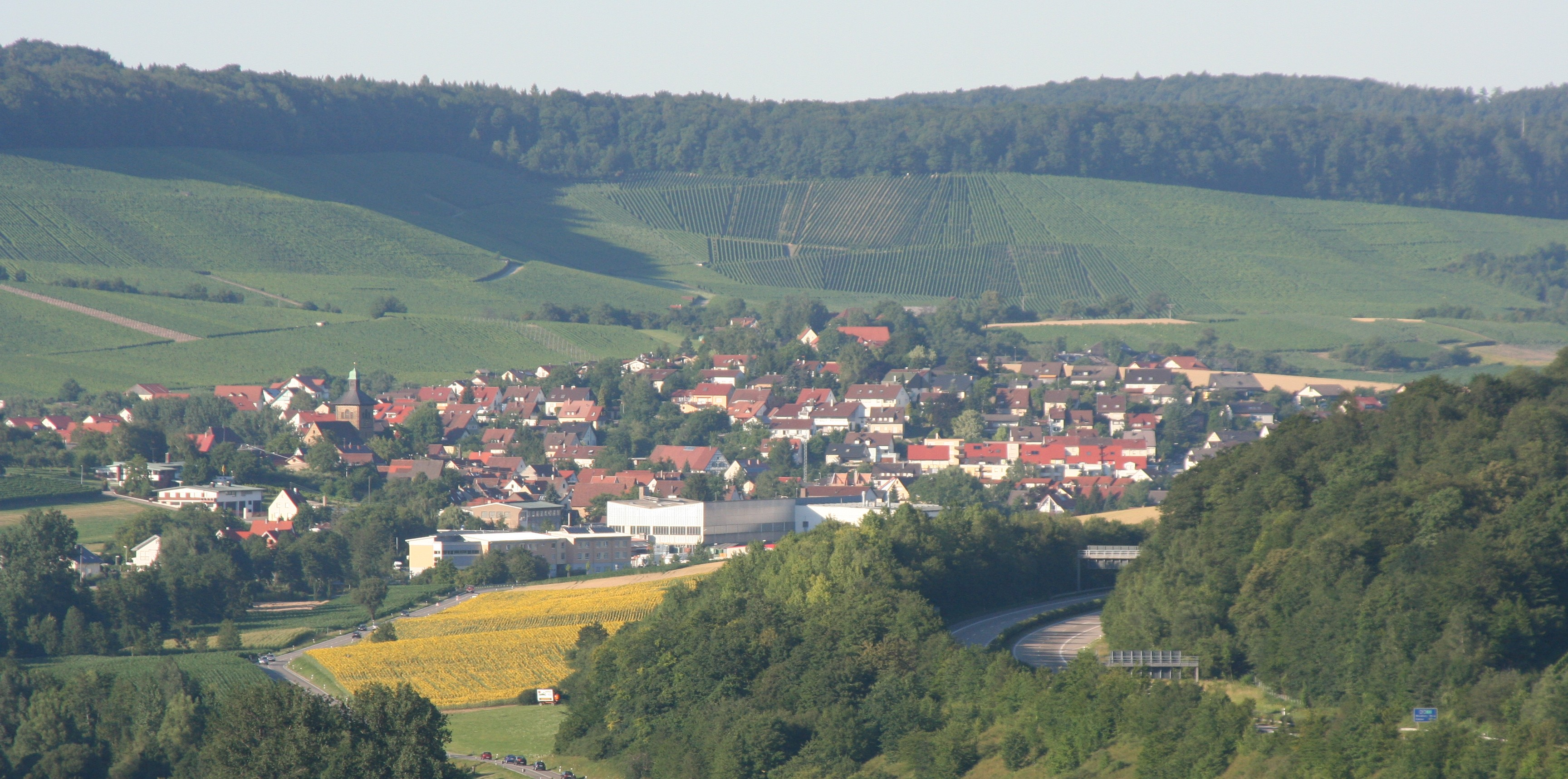
Blick von der Burgruine Weibertreu (Weinsberg) nach Eberstadt mit Sulmer Bergebene im Hintergrund

Die Sulmer Bergebene im Landkreis Heilbronn sind die bis 338,8 m ü. NHN hohen Nordausläufer der Löwensteiner Berge in Baden-Württemberg. Zusammen mit den südwestlich gelegenen Heilbronner Bergen werden sie oft als Heilbronner Bergland bezeichnet.

## Geographie

### Lage
Die Sulmer Bergebene sind der Nordausläufer der Löwensteiner Berge, ihrerseits der nordwestliche Teil der Schwäbisch-Fränkischen Waldberge.
Sie sind umgeben vom westlichsten, vom Kocher durchflossenen Unterraum Kocherplatten und Krumme Ebene der Hohenloher und Haller Ebene im Norden, dem Unterraum Brettachbucht um die untere Brettach der Westlichen Hohenloher Ebene im Osten sowie der Weinsberger Tal genannten Talbucht der Sulm, einem anderen Unterraum der Löwensteiner Berge im Süden und Südwesten. Jenseits dieser erheben sich die Berglandschaften des Mainhardter Waldes im Südosten und der Heilbronner Berge im Süden. Im Westen fließt in etwas Abstand der Neckar im Unterraum Heilbronn-Wimpfener Tal der Heilbronner Bucht des Neckarbeckens.
Die größtenteils bewaldete Landschaft ist siedlungsfrei. Reihum liegen nahe an ihr die Orte Neckarsulm-Amorbach, Neckarsulm-Dahenfeld und Neuenstadt am Kocher-Cleversulzbach im Norden; Langenbrettach-Langenbeutingen im Nordosten; Bretzfeld-Siebeneich, Bretzfeld-Schwabbach und Bretzfeld-Waldbach im Osten; Obersulm-Eschenau, Obersulm-Affaltrach, Obersulm-Willsbach, Obersulm-Sülzbach im Süden; Weinsberg-Wimmental, Eberstadt-Hölzern, Eberstadt, Eberstadt-Buchhorn, Weinsberg-Gellmersbach, Erlenbach und Erlenbach-Binswangen im Südwesten; sowie Neckarsulm im Westen.

### Naturräumliche Zuordnung
Naturräumlich betrachtet gehört die Sulmer Bergebene (Nummer 108.11) mit dem Weinsberger Tal (108.12) und den Heilbronner Bergen (108.13) als Teile der Löwensteiner Berge (108.1) im Schwäbischen Keuper-Lias-Land (10) zu den Schwäbisch-Fränkischen Waldbergen (108).

### Berge
Zu den Erhebungen und Hangspornen der Sulmer Bergebene gehören – sortiert nach Höhe in Meter (m) über Normalhöhennull (NHN):
- Bergebene (338,8 m), 1,5 km südöstlich von Dahenfeld
- Geißberg (324,6 m), Südsporn 1 km südwestlich von Gellmersbach
- Sommerberg (Stromberg; 307,4 m), Südwestsporn 2,2 km nördlich von Erlenbach
- Schauberg (303,8 m), Nordsporn bis an den Rand von Dahenfeld
- Hölzerner Ebene (296,3 m), 1,3 km nordnordöstlich von Hölzern

Der Westsporn 
- Wildenberg (316,4 m), 1,5 km südlich von Eberstadt

zwischen Eberbach- und Sulmtal liegt mit seinen vorderen Teilen schon außerhalb der Berglandschaft und ebenfalls der 
- Scheuerberg (310,2 m), 2,2 km ostnordöstlich von Neckarsulm,

den ein wenig tiefer Sattel von ihrem Westrand trennt.

### Fließgewässer
Zu den Fließgewässern der Sulmer Bergebene oder ihres Vorfeldes gehören:
- Neckar, entspringt bei Schwenningen, fließt westlich der Bergebene durch Neckarsulm und mündet bei Mannheim in den Rhein
- Kocher, entspringt auf der Schwäbischen Alb nahe Oberkochen, fließt nördlich der Bergebene von Neuenstadt zur Mündung bei Bad Friedrichshall in den Neckar
- Sulzbach, entspringt oberhalb von Cleversulzbach, verlässt die Bergebene nordwärts und mündet unterhalb von Cleversulzbach in die Brettach
- Brettach, entspringt nahe Mainhardt-Lachweiler, kommt der Bergebene östlich und nordöstlich bei Bretzfeld und Langenbrettach nahe, fließt nordwestwärts und mündet bei Neuenstadt in den Kocher
- Schwabbach, entspringt in zwei Ästen bei Siebeneich, verlässt die Bergebene durch das Dorf Schwabbach fließend und mündet in Bretzfeld in die Brettach
- Sulm, entspringt nahe Löwenstein, fließt im Weinsberger Tal um Weinsbergan der Bergebene vorbei, läuft nordwestwärts und mündet gegenüber Untereisesheim in den Neckar
- Sülzbach, entspringt bei Wimmental, verlässt die Bergebene südwärts und mündet bei Sülzbach in die Sulm
- Eberbach, entspringt bei Hölzern, durchfließt südwestwärts eine Seitenbucht des Weinsberger Tals um Eberstadt und mündet etwas vor dem Dorf  Erlenbach in die Sulm
- Erlenbach, entspringt nahe dem Dorf Erlenbach, verlässt die Bergebene südwärts und mündet im Dorf in die Sulm
- Attichsbach, entspringt als Lautenbach bei Dahenfeld, verlässt auf Westlauf drehend die Bergebene, passiert Amorbach und Plattenwald und mündet bei Neckarsulm in die Sulm

## Geologie
Geologisch betrachtet zählt die Sulmer Bergebene als Teil der Löwensteiner Berge im Schwäbischen Keuper-Lias-Land zur Germanischen Trias des Erdmittelalters und ist dem Mittelkeuper zuzurechnen, also vor etwa 220 Millionen Jahren entstanden. Ihre Hochflächen werden von Schilfsandstein (Stuttgart-Formation) bedeckt, der weitflächig mit Löss oder Lösssediment aus quartärer Zeit überlagert ist, an den Hängen streicht meist der Gipskeuper (Grabfeld-Formation) aus, häufig überlagert von im Verband ins Vorland hinabgerutschten Gesteinsschollen. Es gibt einige aufgelassene Steinbrüche auf der Höhe, wo früher der Heilbronner Sandstein gebrochen wurde.

## Natur

### Flora und Wirtschaft
Die Sulmer Bergebene ist besonders in ihren Hochlagen bewaldet, in tieferen südexponierten Lagen wird Weinbau und auch Landwirtschaft betrieben.

### Schutzgebiete
In der Sulmer Bergebene liegt ein Teil des 54,27 km² großen Fauna-Flora-Habitat-Gebiets Löwensteiner und Heilbronner Berge (FFH-Nr. 7021-341). Das 1982 gegründete und 0,65 km² große Landschaftsschutzgebiet Sulzbachtal-Berg umfasst die Austrittsbucht des Sulzbachs über die Naturraumgrenze hinweg.
Am Rand der Landschaft liegen das 1992 gegründete und 0,49 km² große Naturschutzgebiet Wildenberg, etwas außerhalb Teile des 23,91 km² großen FFH-Gebiets Untere Jagst und unterer Kocher (FFH-Nr. 6721-341) und das 1986 gegründete und 2,58 km² große Landschaftsschutzgebiet Brettachtal.

## Sehenswertes und Kulturelles
Zu den Anziehungspunkten und markanten Stellen der Sulmer Bergebene und ihrer Umgebung gehören:
- Der Tunnel Hölzern der A 81 führt bei Hölzern unter dem zentralen Teil der Berglandschaft hindurch.
- Das Hofgut Brambacher Hof liegt im Vorland zwischen Dahenfeld und Kochertürn.
- Das Hofgut Lautenbach liegt wenig nördlich des Bergfußes und südlich von Oedheim.
- Der Militärflugplatz Oedheim auf dem flachen Vorland südlich von Oedheim bestand während des Zweiten Weltkrieges.